# Agelasta laosensis
Agelasta laosensis är en skalbaggsart som först beskrevs av Maurice Pic 1925.  Agelasta laosensis ingår i släktet Agelasta och familjen långhorningar.
Artens utbredningsområde är Laos. Inga underarter finns listade i Catalogue of Life.